# Aeroporto di Burgas
L'Aeroporto di Burgas (IATA: BOJ, ICAO: LBBG) (in bulgaro: Летище Бургас, Letishte Burgas) sito nella località di Sarafovo  è l'aeroporto di Burgas, centro turistico sul Mar Nero in Bulgaria. Nel 2007 con un movimento di 16.114 aerei e con quasi 2 milioni di passeggeri è il secondo scalo della Bulgaria dopo quello di Sofia.
Opera soprattutto voli stagionali estivi, con destinazioni in tutta l'Europa, Israele e Russia, mentre lungo tutto il corso dell'anno le basi sono solamente Londra (Aeroporto di Londra-Luton con Wizz Air) e Mosca.